# Kei (illustratore)
Kei (Hokkaidō, 1º aprile 1981) è un illustratore giapponese, celebre per aver creato il character design dei personaggi della serie Vocaloid.

## Biografia
Kei inizia a disegnare fan art durante gli anni della scuola, fino a che non viene chiamato per disegnare le illustrazioni del romanzo Kiseki no Hyougen pubblicato dalla Dengeki Bunko. Nello stesso anno la Crypton Future Media lo ingaggia per disegnare il personaggio di Hatsune Miku, primo applicativo del software di sintetizzazione vocale Vocaloid.
Lo sviluppo di Miku prese a Kei circa un mese, tuttavia il risultato fu molto apprezzato dal pubblico e dalla Crypton che gli commissionò anche i personaggi successivi Kagamine Rin e Len e Megurine Luka, oltre che di vari prodotti legati ai personaggi, come il manga Maker Hikōshiki Hatsune Mix. Nel 2013, una serie di opere derivate verificato anche commercialmente. Lavori derivati basati su suoi dipinti sono stati fatti attivamente in Giappone.